# Vandermaelenkaarten

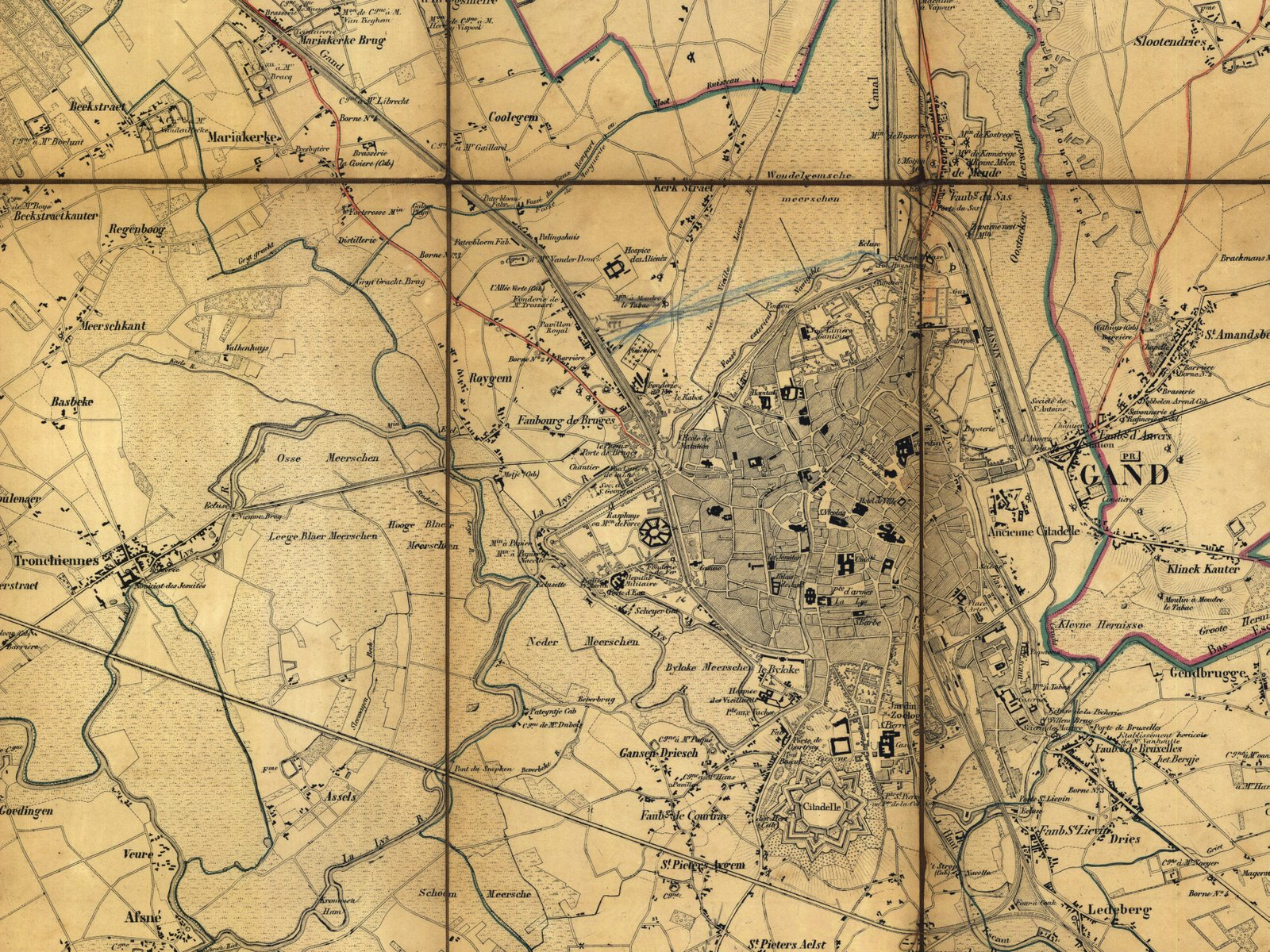
Gent op de Vandermaelenkaarten

De kaarten Vandermaelen of Vandermaelenkaarten zijn een verzameling van historische kaarten van België, gemaakt door Philippe Vandermaelen (1795-1869). 
De Belgische overheid zag voor zichzelf geen taak weggelegd om de kadastergegevens in plannen om te zetten, maar hoopte dat anderen deze taak op zich zouden nemen. In 1836 kreeg Vandermaelen toelating om de kadastergegevens te gebruiken en in kaart te brengen. Dit resulteerde in de topografische kaart "Carte topographique de la Belgique", gemaakt tussen 1846 en 1854 op 250 folio's op schaal 1 : 20.000. Deze kaarten geven een gedetailleerd beeld van heel België en worden beschouwd als de opvolger van de Ferrariskaarten uit de periode 1771-1778. 
Toen het "Etablissement géographique de Bruxelles" van Vandermaelen in 1880 sloot, werden alle kaarten overgemaakt aan de Koninklijke Bibliotheek van België. Daar zijn ze tezamen met de Poppkaarten de meest geraadpleegde kaarten.

## Andere
Vandermaelen maakte ook andere historische kaarten:
- "Atlas universel" (1825 - 1827). Een wereldatlas van 400 folio's. Dit is de eerste wereldatlas waarin alle kaarten op eenzelfde schaal waren.
- "Atlas de l'Europe" (1829 - 1830 bracht). Een atlas van 165 folio's.
- "Carte de la Belgique d'après Ferraris augmentée" (1831). Een atlas van de Belgische steden, aangevuld met gebiedsoverzicht op 42 folio's.